# Gononoorda
Gononoorda is een geslacht van vlinders van de familie grasmotten (Crambidae), uit de onderfamilie Odontiinae.

## Soorten
- G. jacobsoni Munroe, 1977
- G. neervoorti Munroe, 1977